# DR Romanprisen
DR Romanprisen – frem til 2004 kaldet Radioens Romanpris og i 2005-2007 kaldet P2 Romanprisen – er en litteraturpris, der uddeles af DR's radiokanal P1. Den gives til en dansk romanforfatter for den fremragende læseoplevelse. Prisen blev uddelt første gang i 1999. DR Romanprisen er siden 2014 blevet uddelt ved et liveshow, sendt i P1. 

## Juryen og nomineringer
Nomineringen foretages af P1-redaktionen i samarbejde med Litteratursiden.dk. De seks kandidater findes blandt romaner, der er udgivet fra 1. december til 30. november.
I 2005 indledte DR et samarbejde med Biblioteksstyrelsen ved dannelsen af DR Romanklubberne på biblioteker landet over. Klubberne diskuterer fra hver måned fra december til maj de nominerede romaner, inden klubberne i maj stemmer om, hvilke tre romaner, de vurderer højst af de seks. 
Vinderen kåres i juni måned på baggrund af de indsendte stemmer fra alle DR Romanklubberne. Med prisen følger 25.000 kr.
Læsere og lyttere kan møde de nominerede forfattere i en række radioprogrammer og podcast på P1 og via dækningen på Litteratursiden.dk

## Modtagere og nominerede
Frem til 2007 benyttedes årstallet for uddelingen, dvs. at P2 Romanprisen 2007 blev uddelt i foråret 2007, mens uddelingen af DR Romanprisen 2007, der fandt sted i foråret 2008, benyttede årstallet for romanernes udgivelse. Siden da er man gået tilbage til at benytte årstallet for uddelingen i titlen. Dvs DR Romanprisen 2022 uddeles i juni 2022 til en roman, der er udkommet i tidsrummet december 2020 til november 2021.

### 2025
(nomineret)
- Naja Marie Aidt: Øvelser i mørke
- Ulrikka S. Gernes: En pige forlod værelset

### 2024
- Vinder: Kim Blæsbjerg: De bedste familier
- Peder Frederik Jensen: Rans Vilje
- Ditte Holm Bro: Hver gang du trækker vejret, indånder du støvet fra vores knogler
- Theis Ørntoft: Jordisk
- Malte Tellerup: Mestrene
- Rasmus Theisen: Molbohistorier

### 2023
- Vinder: Keld Conradsen: Byen og havet[2]
- Dorrit Willumsen: Tjeneren og hans søster
- Cecilie Lind: Pigedyr
- Kristian Himmelstrup: Pio
- Lea Marie Løppenthin: Livet går over sine bredder
- Michael Holbek: Strøm

### 2022
- Vinder: Anne-Marie Vedsø Olesen: Vølvens vej[3]
- Christina Englund: Slugt
- Charlotte Weitze: Rosarium
- Thomas Korsgaard: Man skulle nok have været der
- Josefine Klougart: Alt dette kunne du få
- Kristian Ditlev Jensen: Bar

### 2021
- Vinder: Anne Lise Marstrand-Jørgensen: Margrete I
- Stine Askov: Katalog over katastrofer
- Malene Ravn: Hvor lyset er
- Asta Olivia Nordenhof: Penge på lommen
- Peder Frederik Jensen: Det Danmark du kender
- Stine Pilgaard: Meter i sekundet

### 2020
- Vinder: Carsten Müller Nielsen: De døde fylder dagene med en smag af mønter[4]
- Lotte Kirkeby: De nærmeste
- Eva Tind: Ophav
- Kristian Bang Foss: Frank vender hjem (finalist)
- Dy Plambeck: Til min søster
- Anna Elisabeth Jessen: Om hundrede år (finalist)

### 2019
- Vinder: Morten Pape: Guds bedste børn[5]
- Kim Fupz Aakeson: Bådens navn
- Helle Helle: De
- Mathilde Walter Clark: Lone Star
- Hanne Richardt Beck: For enden af perronen
- Karen Fastrup: Hungerhjerte

### 2018
- Vinder: Maren Uthaug: Hvor der er fugle[6]
- Jonas T. Bengtsson: Sus
- Agnete Friis: Sommeren med Ellen
- Svend Åge Madsen: Af den anden verden
- Jesper Wung-Sung: En anden gren
- Kamilla Hega Holst: Rud

### 2017
- Vinder: Christina Hesselholdt: Vivian
- Kirsten Thorup: Erindring om kærligheden
- Merete Pryds Helle: Folkets skønhed
- Niels Lyngsø: Himlen under jorden
- Kristina Stoltz: Som om
- Mich Vraa: Haabet

### 2016
- Vinder: Ida Jessen: En ny tid
- Kamilla Hega Holst: På træk
- Henning Mortensen: Kvinden i korshæren
- Carsten Jensen: Den første sten (finalist)
- Ane Riel: Harpiks (finalist)
- Jacob Skyggebjerg: Hvad mener du med vi

### 2015
- Vinder: Iben Mondrup: Godhavn
- Peter Høeg: Effekten af Susan (finalist)
- Jens Vilstrup: Opland (finalist)
- Helle Helle: Hvis det er
- Henrik Rehr: Gavrilo Princip
- Peter Asmussen: Og tilsidst går verden under

### 2014
- Vinder: Erling Jepsen: Den sønderjyske farm[7]
- Hassan Preisler: Brun mands byrde (finalist)
- Kirsten Myers: Sommerbarn
- Kaspar Colling Nielsen: Den danske borgerkrig 2018-26 (finalist)
- Maria Helleberg: Kongens kvinder
- Josefine Klougart: Om mørke

### 2013
Årets vinder blev annonceret 9. juni 2013 i radioprogrammet Café Hack.
- Vinder: Kim Leine: Profeterne i Evighedsfjorden
- Anne-Catrhine Riebnitzsky: Den stjålne vej
- Naja Marie Aidt: Sten saks papir
- Kristian Bang Foss: Døden kører Audi
- Stine Pilgaard: Min mor siger
- Stig Dalager: Det blå lys

### 2012
Årets vinder blev annonceret 3. juni 2012 i radioprogrammet Café Hack.
- Vinder: Erik Valeur: Det syvende barn
- Lisbeth Brun: Det du mister
- Trisse Gejl: Siden blev det for pænt
- Henrik Andersen: Beskyttelseszonen
- Jonas T. Bengtsson: Et eventyr
- Lone Hørslev: Sorg og Camping

### 2011
- Vinder: Birgithe Kosovic: Det dobbelte land
- Katrine Marie Guldager: Ulven
- Anne Lise Marstrand-Jørgensen: Hildegaard II
- Olav Hergel: Invandreren
- Hans Henrik Møller: Burgundia
- Jens Blendstrup: Bombaygryde

### 2009/10
- Vinder: Jakob Ejersbo: Liberty
- Robert Zola Christensen: Aldrig så jeg så dejligt et bjerg
- Julia Butschkow: Apropos Opa
- Svend Åge Madsen: Mange sære ting for
- Merete Pryds Helle: Hej Menneske
- Rune T. Kidde: Julius

### 2008 (uddelt 2009)
- Vinder: Sissel-Jo Gazan: Dinosaurens fjer
- Helle Helle: Ned til hundene
- Jens Christian Grøndahl: 4 dage i marts
- Kirsten Hammann: En dråbe i havet
- Janina Katz: Længsel på bestilling
- Kim Leine: Valdemarsdag

### 2007 (uddelt 2008)
- Vinder: Jens Smærup Sørensen: Mærkedage
- Kim Blæsbjerg: Rådhusklatreren
- Christian Dorph og Simon Pasternak: Afgrundens rand
- Maria Helleberg: Dagmar
- Marianne Larsen: Den forelskede unge
- Morten Sabroe: Du som er i himlen

### 2007 (uddelt 2007)
- Vinder: Carsten Jensen: Vi, de druknede
- Trisse Gejl: Patriarken
- Merete Pryds Helle: Oh, Romeo
- Ida Jessen: Det første jeg tænker på
- Ib Michael: Blå Bror
- Knud Romer: Den som blinker er bange for døden
- Kirsten Thorup: Førkrigstid

### 2006
- Vinder: Morten Ramsland: Hundehoved
- Hanne-Vibeke Holst: Kongemordet
- Claus Beck-Nielsen: Selvmordsaktionen
- Astrid Saalbach: Fingeren i flammen
- Inge Eriksen: En kvinde med hat
- Henning Mortensen: Næb og klør
- Helle Helle: Rødby–Puttgarden

### 2005
- Vinder: Christian Jungersen: Undtagelsen
- Jens Blendstrup: Gud taler ud
- Lars Frost: Smukke biler efter krigen
- Kirsten Hammann: Fra smørhullet
- Janina Katz: Drengen fra dengang
- Laila Ingrid Rasmussen: Stjernen

### 2004
- Vinder: Hanne Marie Svendsen: Unn fra Stjernestene
- Maria Grønlykke: Fisketyven
- Klaus Rifbjerg: Alea
- Vita Andersen: Get a Life
- Grete Roulund: Baga Road
- Christina Hesselholdt: Du mit du
- Morten Sabroe: Hoffmanns

### 2003
- Vinder: Vagn Lundbye: Trefoldighedsbarn
- Hanne-Vibeke Holst: Kronprinsessen
- Jakob Ejersbo: Nordkraft
- Helle Helle: Forestillingen om et ukompliceret liv med en mand
- Bettina Heltberg: Deadline
- Erling Jepsen: Kunsten at græde i kor
- Lars Bonnevie: Kvinden fra Alexandria

### 2002
- Vinder: Hans Otto Jørgensen: Helt og Heltinde
- Suzanne Brøgger: Linda Evangelista Olsen
- Ida Jessen: Den der lyver
- Susanne Staun: Blå Hav
- Merete Pryds Helle: Solsiden
- Leif Davidsen: De gode søstre
- Ib Michael: Kejserens atlas

### 2001
- Vinder: Kirsten Thorup: Bonsai
- Jens-Martin Eriksen: Jonatan Svidts forbrydelse
- Niels Brunse: I lyset af en kat
- Pablo Henrik Llambías: A.P.O.L.L.O.N.
- Karen Fastrup: Brønden
- Morten Sabroe: Den spanske gæst
- Grete Roulund: Kvinden fra Sáez

### 2000
- Vinder: Svend Åge Madsen: Genspejlet
- Jens Christian Grøndahl: Hjertelyd
- Vibeke Grønfeldt: Det Rigtige
- Claus Beck-Nielsen: Horne Land
- Anne Marie Ejrnæs: Theas færd
- Ida Jessen: Sommertid
- Astrid Saalbach: Den hun er

### 1999
- Vinder: Bent Vinn Nielsen: En skidt knægt
- Lars Bonnevie: Dommeren
- Leif Davidsen: Lime’s billede
- Vibeke Grønfeldt: I dag
- Christina Hesselholdt: Hovedstolen
- Anne Marie Løn: Dværgenes dans
- Klaus Rifbjerg: Billedet